# Das zweite Erwachen der Christa Klages
Das zweite Erwachen der Christa Klages ist ein deutscher Frauenfilm von Margarethe von Trotta aus dem Jahr 1978.

## Handlung
Erzieherin Christa Klages überfällt mit ihren Freunden Werner und Wolfgang eine Bank, wobei Christa während des Überfalls die junge Bankangestellte Lena Seidlhofer als Geisel hält. Christa und Werner gelingt die Flucht, Wolfgang wird verhaftet. Das Duo begibt sich zu Pfarrer Hans Grawe, der mit Wolfgang bekannt ist, in eine Kleinstadt. Er gibt ihnen Unterschlupf für die Nacht. Er erfährt durch Zufall, dass beide auf der Flucht sind. Christa und Werner erklären ihm, dass sie das Geld aus dem Überfall für den Erhalt von Christas Kindereinrichtung benötigen. Grawe soll es als Spendengeld deklarieren und an die Einrichtung überweisen, lehnt dies jedoch ab.
Obwohl Werner vorschlägt, sich zu trennen, bleibt Christa an seiner Seite. Gemeinsam suchen sie Christas beste Freundin Ingrid auf, die mit einem Bundeswehr-Offizier zusammenlebt. Dieser ist nur am Wochenende zu Hause. Ingrid wünscht sich ein Kind, doch will ihr Mann erst befördert werden. Nachts hört Christa Ingrid schreien, was sie auf ihre Beziehung zurückführt. Ingrid bringt für Christa das Bankraubgeld zur Kindereinrichtung, doch lehnen die Betreuerinnen das Geld ab. Christa fragt sich erstmals, warum sie den Bankraub überhaupt durchgeführt hat, zumal sie während der Flucht auch von ihrer kleinen Tochter Mischa getrennt leben muss. Vor der Kindereinrichtung wartend sieht sie Lena Seidlhofer und erfährt, dass diese schon seit geraumer Zeit nach ihr sucht. Vor Ingrid begründet Lena ihre Suche später damit, dass die Versicherung der Bank erst zahlt, wenn sie die Täterin identifiziert hat.
Nach einem versuchten Autodiebstahl flieht Werner vor der Polizei und wird erschossen. Christa ist erschüttert. Durch Vermittlung von Hans Grawe und unter Mithilfe von Ingrid flieht sie nach Portugal, wo sie auf einer Kooperative von Grawes Bruder arbeitet. Sie fühlt sich wohl in Portugal, wo sie nach mehreren Monaten auch von Ingrid besucht wird. Ingrid tut die Distanz zu ihrem Mann gut und ihre nächtlichen Schreianfälle legen sich. Beide Frauen müssen die Kooperative jedoch verlassen, weil Gerüchte über den Banküberfall und die ungewöhnliche Beziehung beider Frauen zueinander die Runde machen. Christa lässt einen Großteil des gestohlenen Geldes in Portugal zurück. In Deutschland nimmt sie sich ein Zimmer und verfällt in Schwermut. Sie will sich das Leben nehmen, entscheidet sich jedoch für das Leben: Sie sucht ihre Tochter Mischa auf und zieht mit ihr und Ingrid, die sich inzwischen von ihrem Mann getrennt hat, zusammen. Auch die Kindereinrichtung, die inzwischen einem Sexshop weichen musste, findet in ihren vier Wänden Platz. Als die Kinder eines Tages zu laut sind, erscheint die Polizei. Die Ermittler erkennen Christa, die kurz darauf festgenommen wird. Bei der Gegenüberstellung mit Lena, die Christa bis dahin gesucht hat, verneint die Bankangestellte, dass Christa die Gesuchte ist. Sie blickt sie dabei lange an und Christa kann ihre Überraschung kaum verbergen.

## Produktion
Nach Die verlorene Ehre der Katharina Blum, bei dem sie mit Volker Schlöndorff Regie geführt hatte, wurde Das zweite Leben der Christa Klages die erste selbstständige Regiearbeit von Margarethe von Trotta. Die Handlung lehnt sich frei an den realen Fall der Münchener Kindergärtnerin Margit Czenki an, die 1971 mit drei Komplizen eine Bank überfallen hatte. Der Film wurde vom 27. Juni bis 4. August 1977 in München und Umgebung, Kirchheim unter Teck sowie in Portugal gedreht. Die Kostüme schuf Gerlind Gies, die Filmbauten stammen von Toni Lüdi.
Der Film wurde am 24. Februar 1978 im Rahmen des Internationalen Forums des Jungen Films der Berlinale 1978 uraufgeführt. Er lief am 14. April 1978 in den bundesdeutschen Kinos an und wurde in der ARD am 15. Oktober 1980 erstmals im bundesdeutschen Fernsehen gezeigt.

## Kritik
Für den film-dienst war Das zweite Leben der Christa Klages ein „gesellschaftskritischer, Aktion und Reflexion geschickt verbindender Film“. Es sei ein „nachdenklich stimmender Film über Recht und Unrecht, gesellschaftliche Normen und die Emanzipationsdiskussion in den 70er Jahren.“ Die Zeit nannte den Film ein „ebenso effektsicheres wie letztlich doch sehr naives Räuber-und-Gendarm-Spiel“ und ein „freundliches, allzu freundliches linkes Märchen, das niemandem recht weh tut“. Was Margarethe von Trotta „an deutscher Wirklichkeit zwischen resignierter Utopie, Erfahrungsängsten und, vor allem in ihren Frauenfiguren, trotzigen, sehnsüchtigen Verweigerungen einfängt, hat man selten so einsichtig, so genau gesehen“, konstatierte der Spiegel.

## Auszeichnungen
Auf der Berlinale wurde der Film 1978 mit dem Interfilm Award – Otto-Dibelius-Preis (Forum) ausgezeichnet. Beim Deutschen Filmpreis gewann er das Filmband in Silber für den Besten programmfüllenden Spielfilm sowie das Filmband in Gold für die Beste darstellerische Leistung (Tina Engel).
Das zweite Erwachen der Christa Klages wurde 1978 auf dem Chicago International Film Festival für einen Gold Hugo als Bester Spielfilm nominiert. Die Deutsche Film- und Medienbewertung (FBW) verlieh dem Film das Prädikat „wertvoll“.